# Allyltributylzinn
Allyltributylzinn ist eine chemische Verbindung aus der Gruppe der zinnorganischen Verbindungen.

## Gewinnung und Darstellung
Allyltributylzinn kann durch Reaktion von 3-Brompropen mit Magnesium und anschließender Reaktion des entstanden Allylmagnesiumbromids mit Bis(tributylzinn)oxid gewonnen werden.

## Eigenschaften
Allyltributylzinn ist ein farblose Flüssigkeit mit stechendem Geruch, die löslich in vielen organischen Lösungsmitteln ist.

## Verwendung
Allyltributylzinn ist ein Allylierungsreagenz für viele Verbindungen, einschließlich Aldehyde, Alkylhalogenide, Carbonylverbindungen, Imine, Acetale, Thioacetale und Sulfoximide.